# Roger & Gallet
Pour les articles homonymes, voir Roger et Gallet.
Roger&Gallet est une maison de parfum française, fondée en 1862 à Paris. Marque spécialisée dans la cosmétique et le bien-être par le parfum, elle intervient sur trois métiers : la parfumerie, la toilette et le soin du corps. Rachetée par le groupe Sanofi en 1975, Roger&Gallet passe sous le contrôle de l'Oréal en 2008.
En 2020, la marque est achetée par le Laboratoire Native.
Elle est distribuée en pharmacie, parapharmacie, parfumerie, grands magasins et boutiques d'aéroport.

## Histoire

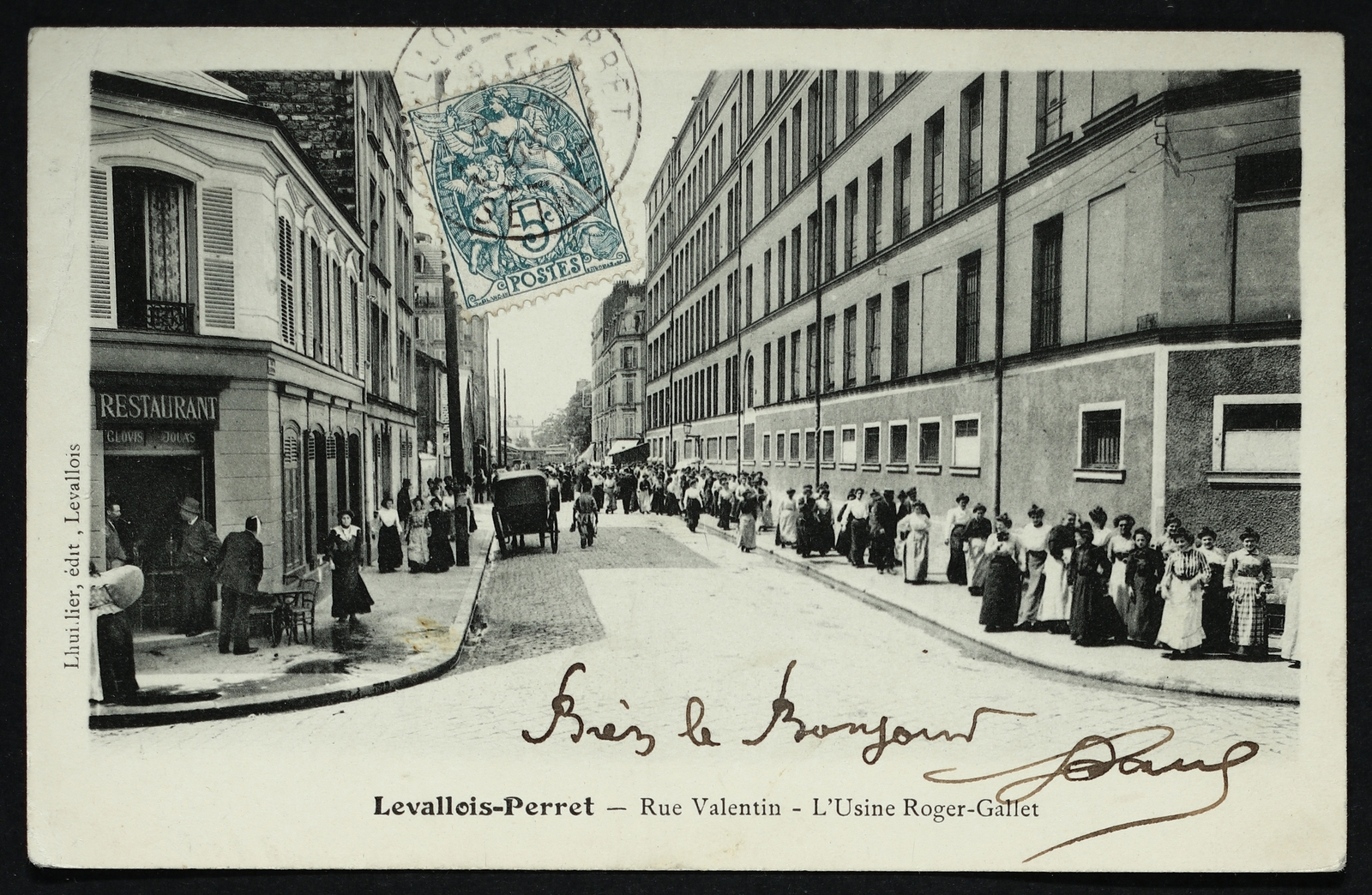
L'usine à Levallois-Perret.

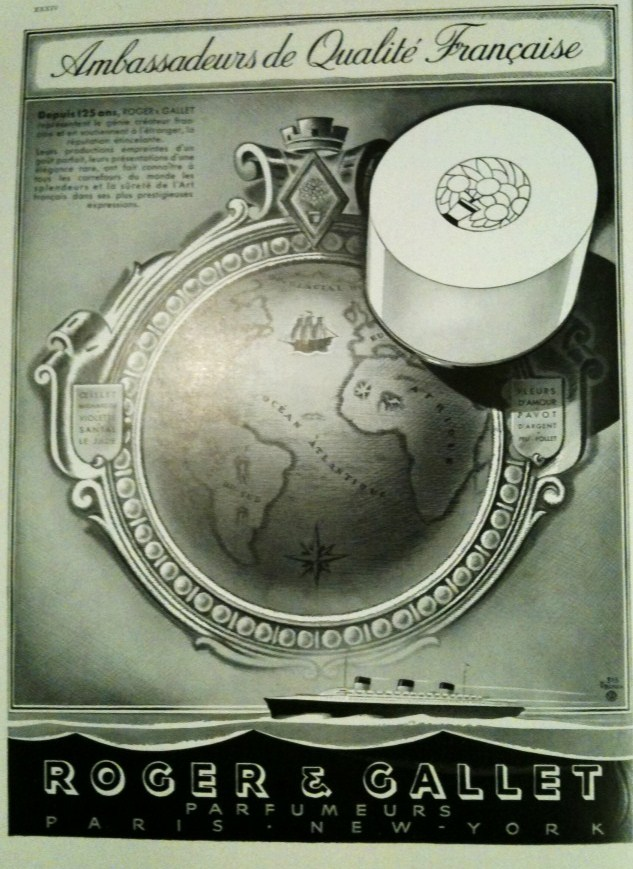
Publicité de la marque en 1935 au moment du lancement du paquebot Normandie (in: L'Illustration).

Pour mémoire, en 1806, Jean Marie Joseph Farina (1785-1864), descendant du créateur de l'Eau de Cologne, hérite de la formule d'apothicaire de l'Aqua Mirabilis (Eau merveilleuse) et part pour Paris où il ouvre une boutique au nom de « Jean Marie Farina ». Deux ans plus tard, il crée pour Napoléon 1er, grand amateur d'eau de Cologne, le « Rouleur de l'empereur », un flacon exclusif en forme de rouleau et qui peut être glissé dans une botte. En 1840, Jacques Collas rachète la parfumerie Jean Marie Farina puis son fils Léonce, développe les ventes aux États-Unis. Il reçoit la médaille d'or de l'Exposition universelle de 1855.
La société s'efforce de maintenir une présence dans les pays où elle exporte beaucoup où dans ceux où elle souhaiterait s'implanter plus fortement. À cette fin, entre 1865 et 1910, la société participe a plus de vingt expositions étrangères, dix en Europe et dix sur tous les continent, dont les États-Unis, Sydney, Calcutta et, en 1893, Batavia et Djakarta, d'où elle revient avec plusieurs médailles.
Le 10 avril 1862, l'ancien chapelier et homme d'affaires qui avait fait fortune au Brésil et au Chili, Charles Armand Roger (1807-1896) et le banquier Charles Martial Gallet (1824-1901), s'associent pour créer la société Roger & Gallet. C'est en partie grâce à leurs épouses, qui sont deux sœurs, liées à la famille de Léonce et Jacques Collas. Par ce biais, ils reprennent la maison Jean Marie Farina située au 331 rue Saint-Honoré dans le 1er arrondissement de Paris.
Très vite, Roger & Gallet devient le fournisseur de Napoléon III, de la reine Victoria et de la cour d'Espagne, qui accordent leurs privilèges à la maison de parfum. En 1867, le siège est transféré au 38 rue d'Hauteville dans le 10e arrondissement de Paris mais conserve la boutique de la rue Saint-Honoré. L'usine est située à Levallois.
En 1875, la maison lance la qualité « Extra-Vieille » (macération prolongée) dans la gamme d'Eau de Cologne Jean Marie Farina, descendante directe de l'Aqua Mirabilis, première formule de l'Eau de Cologne composée par Jean-Paul Féminis en 1695.
Pour cette Eau de Cologne, Roger & Gallet crée les premiers flacons « clissés » gainés d'osier pour le voyage, ainsi que le flacon Emeri, dont le nom désigne le bouchon « sablé » travaillé à la main.
Roger & Gallet, déjà forte d'un catalogue de plus de 200 produits, innove particulièrement durant ces années. En 1869, la société dépose le brevet du flacon goutte à goutte, et dix ans plus tard, du savon de forme ronde remplaçant les traditionnels savons rectangulaires. En 1879, Roger & Gallet crée le savon rond parfumé. En 1884, elle fait le dépôt du brevet du mécanisme de rouge à lèvres. En 1913, c'est au tour du dépôt du brevet du savon liquide.
De nombreux parfums sont créés : Vera Violetta (1895), Pâquerettes (1908), Cigalia (1910), Psyka (1914), Narkiss (1920), Le Jade (1923). Pour ces parfums, Roger & Gallet s'associe à Lalique et Baccarat pour développer des flacons exclusifs.
En 1885, le gendre d'Armand Roger, Paul Pellerin, prend la direction de la société. Le fils de Charles Gallet, Edmond (1848-1917) devient directeur général.

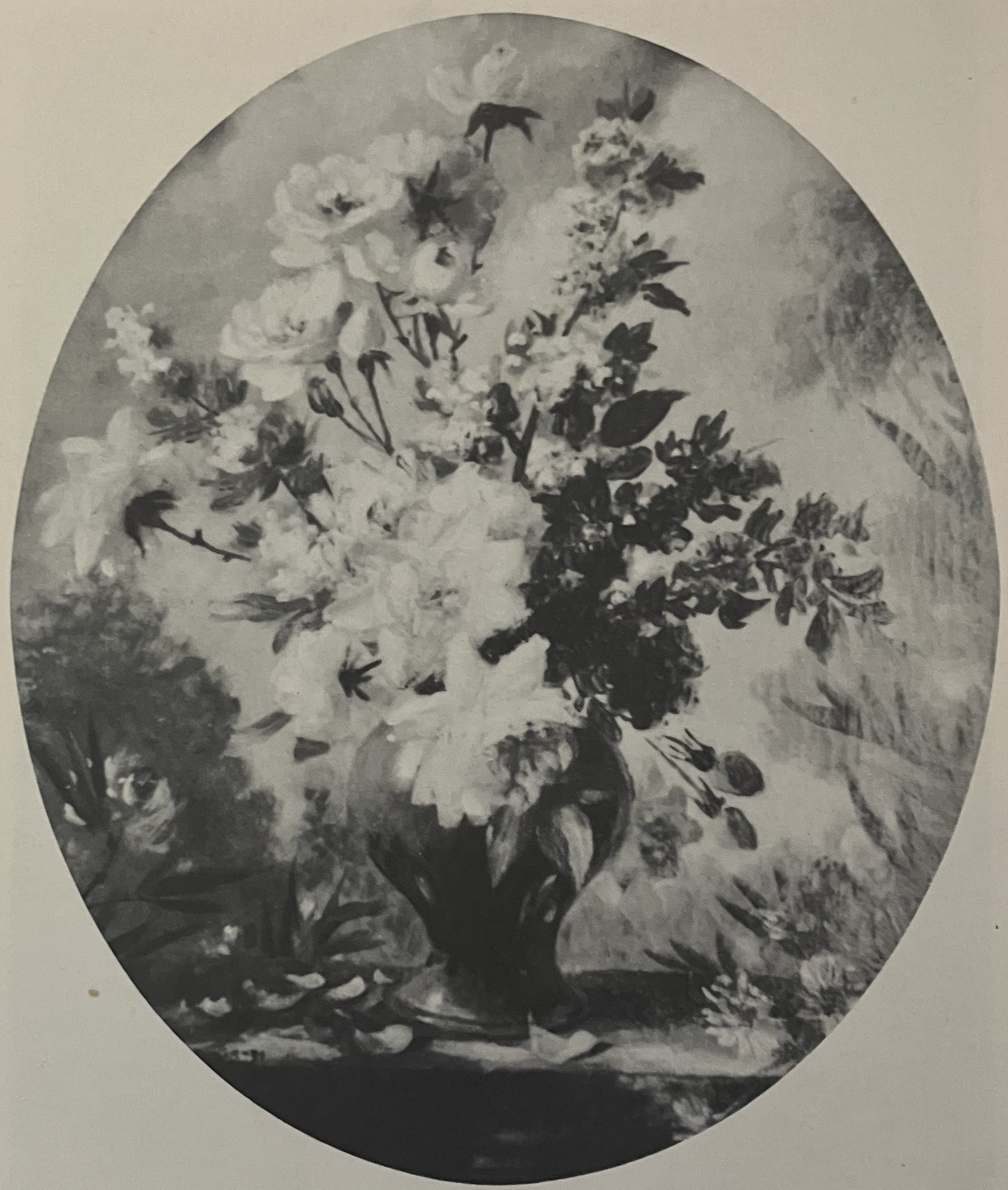
Fleurs, Huile, (1891), 22" x 26", Coll. L. Simard

En 1897, Roger & Gallet achète à Marc-Aurèle de Foy Suzor-Coté une peinture à l'huile, Fleurs, peinte en 1891, pour servir de publicité à un de ses parfums.
En 1927, ils font faire la devanture de leur boutique du 8 rue de la Paix dans le 2e arrondissement de Paris en Lap
En 1932, Roger & Gallet s'installe au 32 Faubourg Saint-Honoré. La « Boutique du Bonheur » est un lieu de rencontre mondain. Ses vitrines à thème sont décorées et des scènes animées par des automates attirent le Tout-Paris. De nombreux illustrateurs réalisent des thèmes pour Roger & Gallet :
- « La Femme au Bain » d'après Mucha ;
- « La Femme au Papillon » d'Icart ;
- « La Rondes des Senteurs » de Fabiano.

Le peintre Mathurin Méheut réalise pour Roger & Gallet des décors de boîtes et autres flacons.
1964 voit l'inauguration du site industriel de Bernay (Eure).
En 1972, les fameuses boîtes voyages individuelles colorées aux senteurs des savons parfumés apparaissent.
En 1975, Roger & Gallet est rachetée par le groupe Sanofi et intégrée à sa branche Beauté, qui détient également Yves Rocher. Deux eaux de toilette masculines sont ensuite lancées : L'Homme en 1979 et Open en 1985. En 1991, L'Eau de Cologne Bouquet Impérial est lancée.
En 1999, Sanofi, qui a entre-temps racheté Yves Saint Laurent, vend l'intégralité de Sanofi Beauté à PPR. Roger & Gallet n'est pas vraiment mise en avant au sein de cette branche, rebaptisée par la suite Yves Saint Laurent Beauté et rattachée au groupe Gucci
En 2008, dans le cadre du rachat de Yves Saint Laurent Beauté par L'Oréal, Roger & Gallet est donnée en location gérance à la division cosmétique active du groupe, aux côtés de Vichy et de La Roche-Posay. Fortement internationalisée, l'objectif est de doubler ses ventes en cinq ans.
Le 29 septembre 2014, la société Roger & Gallet est dissoute.
En février 2020, la holding d'investissement Impala achète la marque Roger&Gallet à L'Oréal.
La marque est ensuite intégrée au groupe Laboratoire Native.

## Produits

Logo de Roger & Gallet.

Parfums, savons et gels-douche :
- Eau de Thé Vert (2000) ;
- Eau de Gingembre (2003) ;
- Eau de Lotus Bleu (2006) ;
- Eau de Vanille (2007) ;
- Eau de Rose (2007) ;
- Eau de Bambou (2007) ;
- Eau de Bois d'Orange (2009) ;
- Eau de l'Homme Sport (2009) ;
- Eau d'Amande Persane (2010) ;
- Eau de Fleur d'Osmanthus (2011) ;
- Eau de Rose Imaginaire (2012) ;
- Eau de Fleur de Figuier (2013) ;
- Eau de Gingembre Rouge (2014).

## Les récompenses
Classée parmi les premiers parfumeurs de France et dans le monde, Roger & Gallet obtient de nombreux prix et médailles : 
- Grand Prix du jury lors de l'Exposition universelle de Paris de 1889 ;
- Médaille d'or lors de l'Exposition d'Édimbourg de 1890 ;
- Médaille d'argent lors de l'Exposition de Djakarta de 1893 ;
- Grand Prix du jury lors de l'Exposition internationale de Bruxelles de 1897 ;
- Hors Concours lors de l'Exposition universelle de Paris de 1900 ;
- Hors Concours lors de l'Exposition Franco-Britannique de Londres en 1908.